# Bérenger de Toulouse
Pour les articles homonymes, voir Bérenger et Toulouse (homonymie).

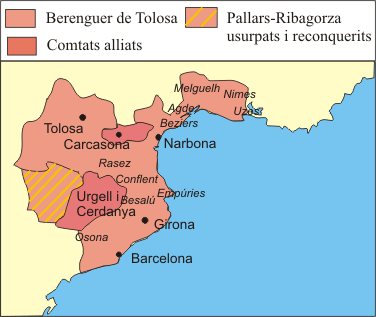
Territoires de Bérenger de Toulouse.

Bérenger de Toulouse, surnommé le Sage (né vers 790-mort en 835), est un noble carolingien qui mena une importante carrière au service de l'empereur Louis le Pieux et de son fils, le roi d'Aquitaine Pépin Ier. Il fut principalement actif dans le sud de l'empire, entre l'Aquitaine, la Septimanie et la Marche d'Espagne, et fut comte de Toulouse de 816 à 835, puis de Barcelone, de Gérone, et d'Ampurias de 832 à 835.
Bien qu'il n'ait que 24 ans quand Charlemagne est mort, il est décrit comme faisant partie des proches compagnons de cet Empereur.

## Biographie
Bérenger est issu de la haute noblesse franque, appartenant à la famille des Unrochides. Son père, Unroch, est un ami de Charlemagne, et nommé marquis de Frioul. Sa mère, Engeltrude, est la fille de Bégon de Paris, qui appartient à la famille des Girardides et a été nommé comte de Toulouse entre 806 et 816. Bérenger est probablement élevé à la cour impériale et il fréquente l'école impériale d'Aix-la-Chapelle, comme son frère Évrard. 
En 816, à la mort de son grand-père maternel, Bégon, il reçoit le comté de Toulouse, comté stratégique au cœur du Midi franc. Il se lie particulièrement à Pépin, le fils de l'empereur Louis le Pieux, pour qui est recréé le royaume d'Aquitaine en 817. Mais Pépin commet des maladresses dans son gouvernement et, lorsqu'il fait assassiner l'évêque d'Auch, Jean, il s'attire l'hostilité de la noblesse vasconne. En 819, le duc des Vascons, Loup III Centulle, se révolte contre Pépin. Le comte d'Auvergne, Garin, et Bérenger luttent contre Loup III Centulle et le soumettent. 
Dans les années suivantes, Bérenger mène la vie d'un grand fonctionnaire impérial. En 825 et en 827, il est missus dominicus au service de l'empereur Louis le Pieux dans les comtés de Reims, Soissons, Senlis, Beauvais et Laon.
En 829, Pépin d'Aquitaine se brouille avec son père, qui vient de faire de son demi-frère, Charles, le duc d'Alémanie. Pépin s'allie alors à ses deux frères, Lothaire et Louis, avec le soutien de Bernard de Septimanie et malgré les conseils de Bérenger. Ce dernier, loyal à l'empereur, entre en guerre contre Bernard de Septimanie et il s'empare des comtés de Rousillon, de Razès et de Conflent. En décembre 832, il occupe le centre du Roussillon, à Elne. Finalement, au mois d'octobre de la même année, les victoires des forces impériales obligent Pépin et Bernard à comparaître devant l'empereur au plaid tenu dans le palais de Jocondiac. Pépin est dépossédé de son royaume et exilé à Trèves, tandis que ses domaines sont accordés à son demi-frère Charles. Bernard et son frère, Gaucelme, accusés d'infidélité, perdent également leurs domaines, qui sont donnés à Bérenger – Barcelone, Gérone –, qui se trouve désormais à la tête d'un vaste territoire.
Mais Bérenger ne se trouve pas capable de contrôler un aussi vaste ensemble de domaines. En 833, le comte d'Urgell et de Cerdagne, le noble hispanique Galindo Ier, usurpe les territoires de Pallars et Ribagorce, qui dépendaient du comté de Toulouse. L'année suivante, Bérenger obtient les comtés d'Urgell et de Cerdagne pour l'un de ses proches, Sunifred, issu d'une famille de l'aristocratie gothique, frère du comte de Carcassonne Oliba, et en conflit avec Bernard de Septimanie.
En 834, alors que Lothaire, en révolte contre Louis le Pieux, remporte des succès, Pépin se réconcilie avec son père. Il a le soutien de Bernard et de Gaucelme – ce dernier est tué par Lothaire à Chalon-sur-Saône. Le 15 mars 834, à l'assemblée de Quierzy, Pépin retrouve son royaume d'Aquitaine et Bernard réclame en récompense qu'on lui rende ses domaines. En juin 835, l'empereur convoque Bérenger et Bernard à une assemblée à Crémieu, afin de régler définitivement le partage des comtés de la Septimanie et de la Marche d'Espagne. Mais pendant le voyage, Bérenger meurt de façon inattendue et tous ses comtés passent entre les mains de Bernard.